# Cyprinella proserpina
Cyprinella proserpina је зракоперка из реда Cypriniformes и фамилије Cyprinidae.

## Угроженост
Ова врста се сматра рањивом у погледу угрожености врсте од изумирања.

## Распрострањење
Врста има станиште у Мексику и Сједињеним Америчким Државама.

## Станиште
Станишта врсте су речни екосистеми и слатководна подручја.